# آرش داجلیری
آرش داجلیری (زادهٔ ۲۹ دی ۱۳۷۷ - تنکابن) بازیکن فوتبال اهل ایران است که در پست دفاع راست بازی می‌کند.

## آمار باشگاهی

### استقلال تهران
آرش داجلیری نخستین بار در دیدار مقابل صنعت نفت به عنوان جانشین وریا غفوری به کار گرفته شد.

### هوادار
با موافقت کادرفنی تیم فوتبال استقلال، مدافع راست این تیم به‌طور قرضی به تیم هوادار پیوست.

### استقلال ملاثانی
در ابتدای فصل ۲۰۲۳–۲۰۲۴ آرش داجلیری به استقلال ملاثانی پیوست.